# 127フィルム

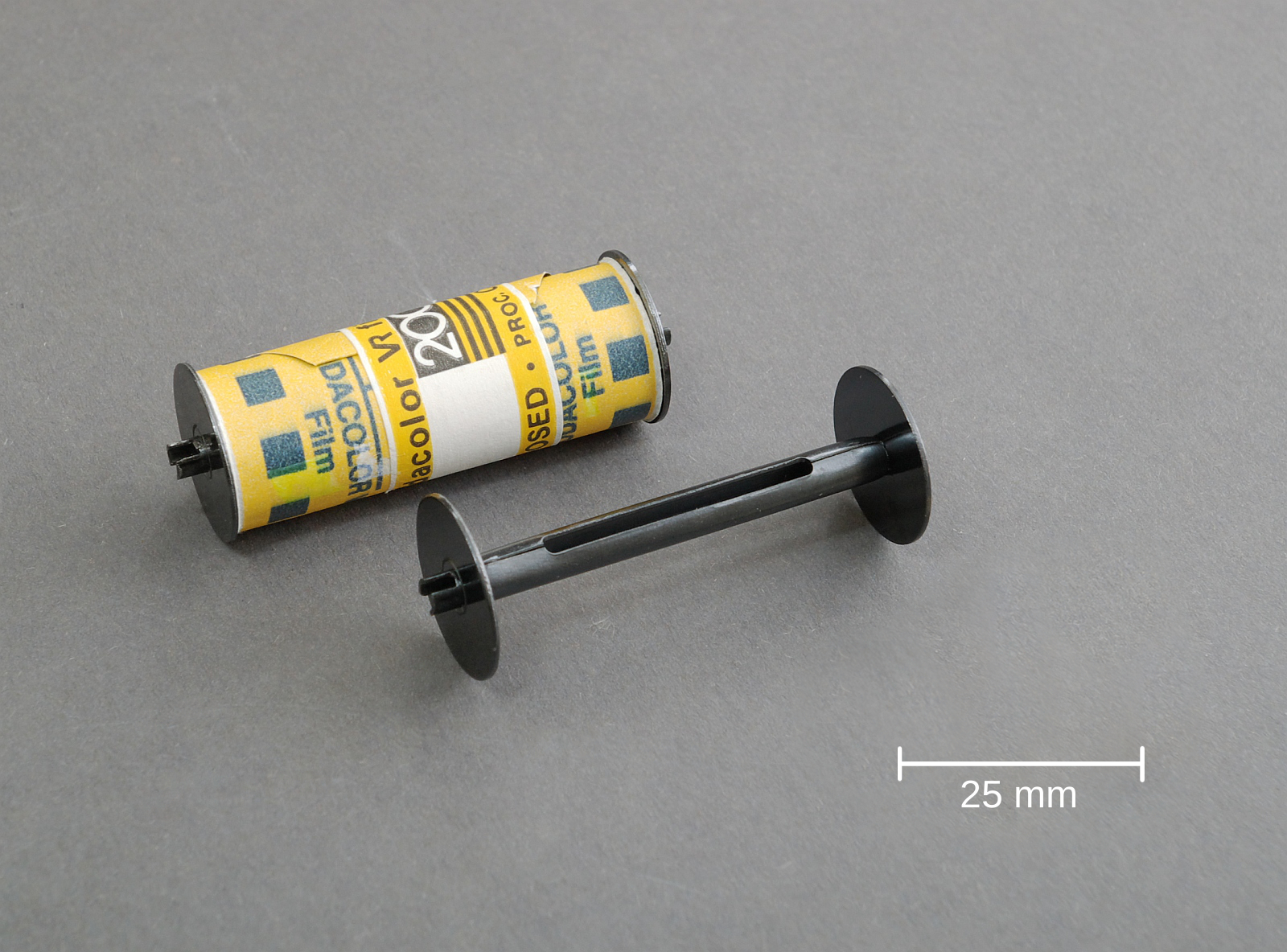
コダックの127フィルムと同規格用スプール

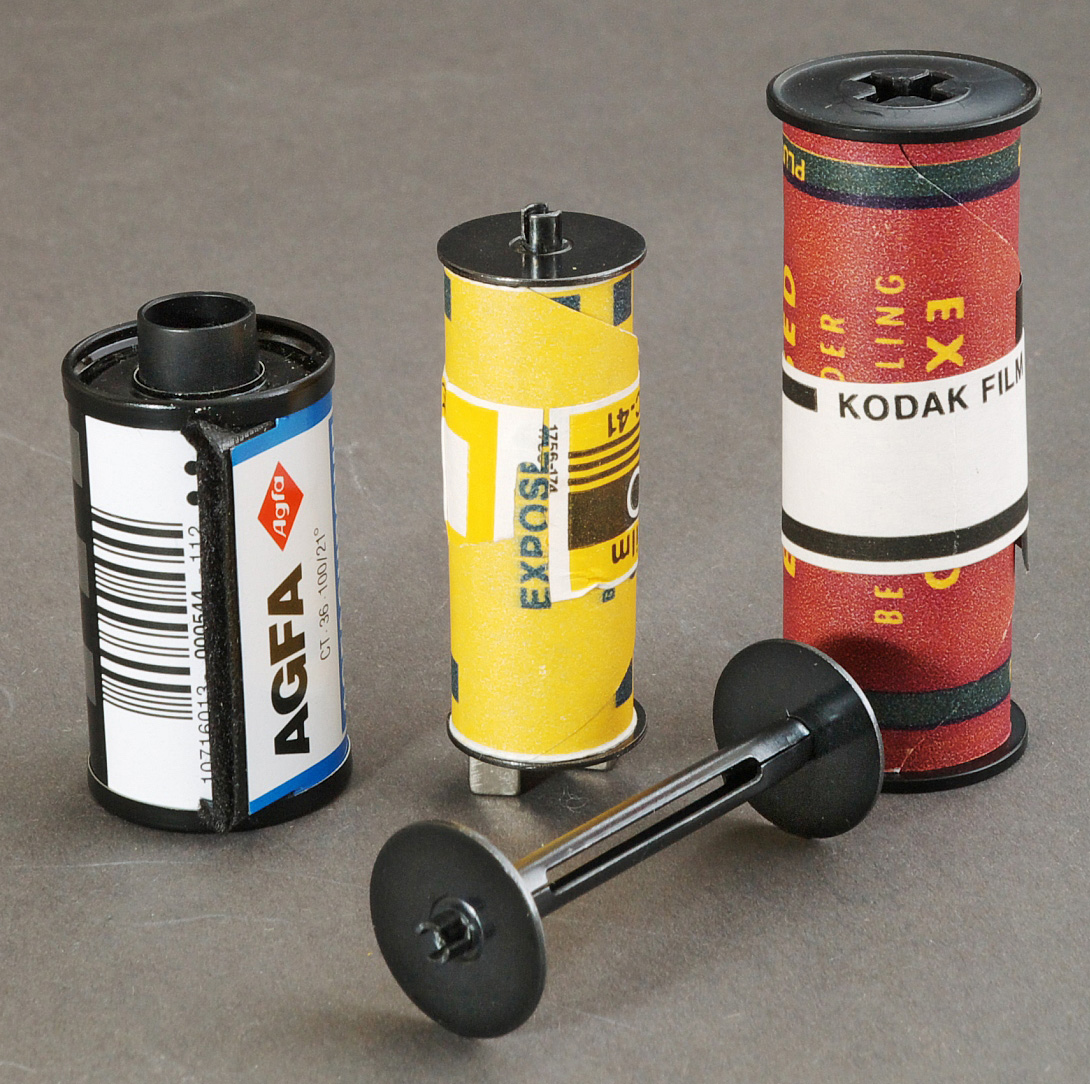
他規格との大きさ比較。左から順に135フィルム、127フィルム、120フィルム。

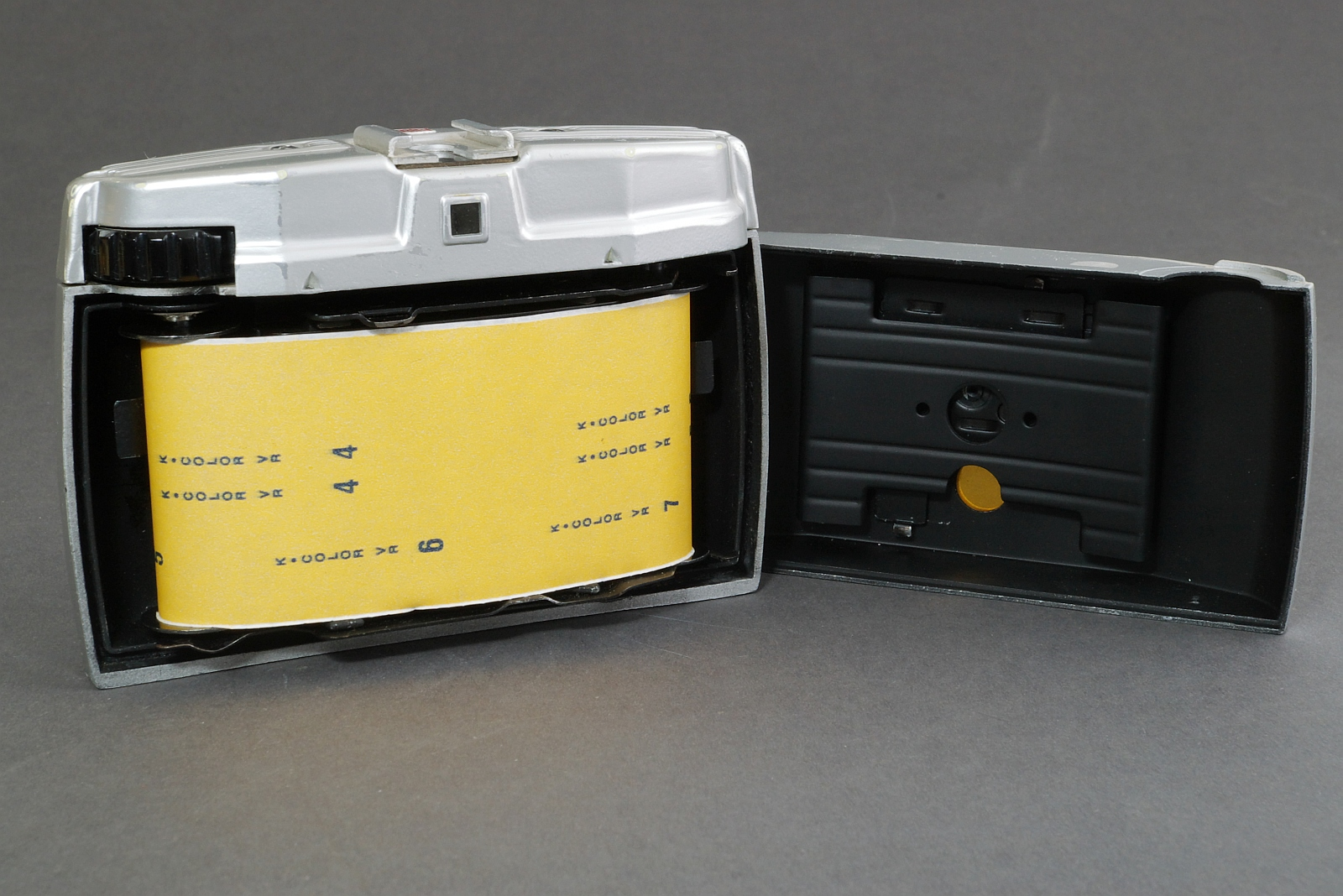
写真機にフィルムを装填したところ。黄色の部分が、フィルムに貼ってある裏紙である。

127フィルム（いちにななフィルム、英語: 127 film）は、スチル写真用のフィルムの規格である。画面サイズは4×6.5 cm（ベスト）判8枚撮りのほか、正方形の4×4 cm（ヨンヨン）判12枚撮り、4×3 cm（ベスト半裁）判16枚撮りなどのフォーマットで使用される。「127フィルム」に対する「ベストフィルム」、4×6.5 cm判に対する「ベスト判」という名称は、コダックが1912年に発表したヴェスト・ポケット・コダックに由来する和製英語である。

## 略歴・概要

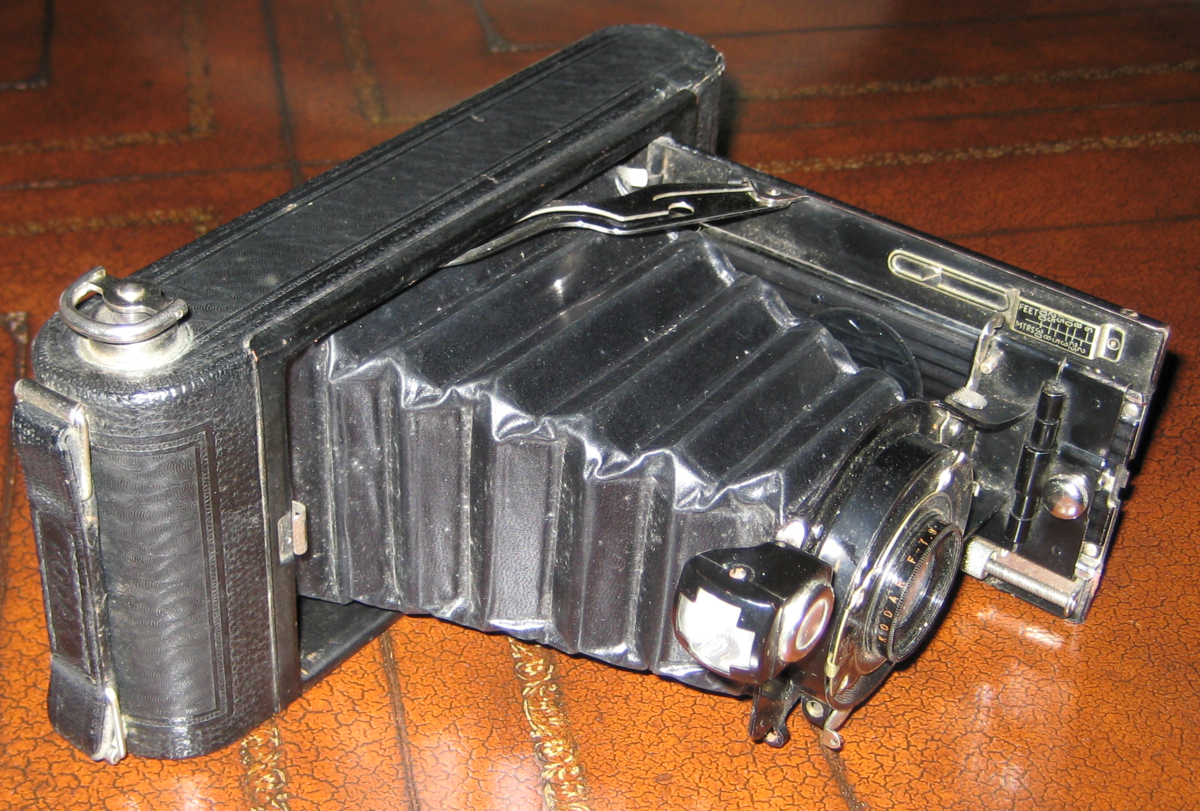
ヴェスト・ポケット・コダック

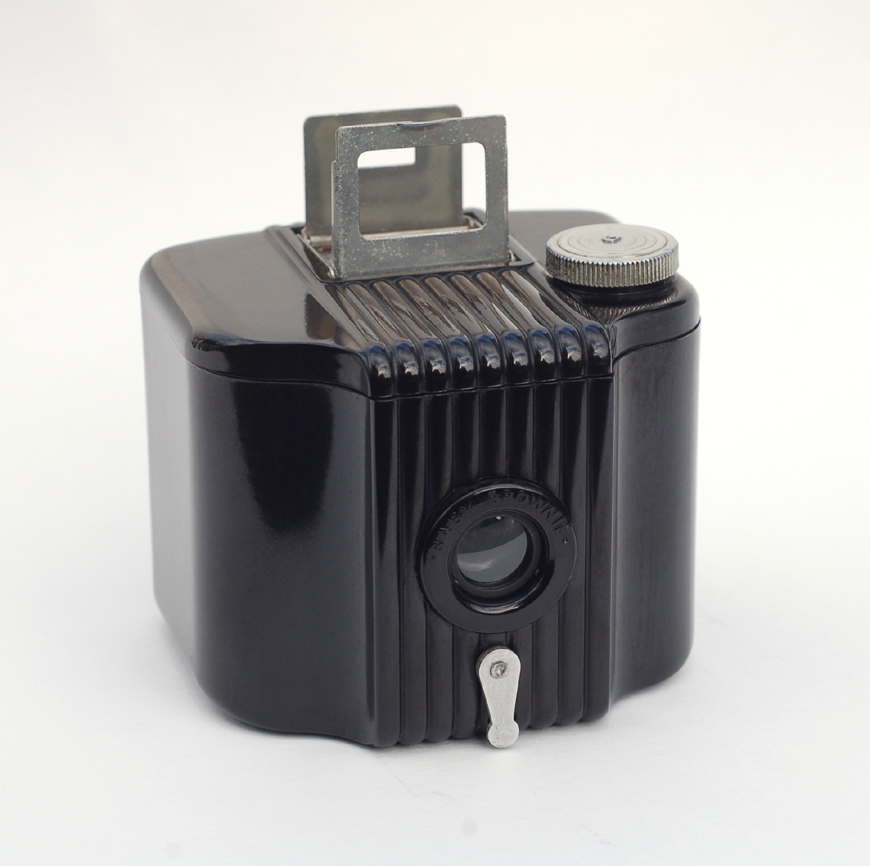
ベストフィルム使用写真機「ベビーブローニー」（1934年 - 1941年）。

幅46 mmのロールフィルムであり、フィルムの裏には遮光用裏紙があって、「スタートマーク」および「コマナンバー」が印刷されている。
1912年、コダックがヴェスト・ポケット・コダック写真機とともに発表した。新形式のロールフィルムを使用し、蛇腹で折りたたんで「チョッキのポケット」（ヴェスト・ポケット）に入るほどの小型化を図ったフォールディングカメラである同シリーズは、安価であったこともあり、1926年まで爆発的に数百万台を製造販売した。同写真機は1901年10月に発売した箱型写真機No.2ブローニーと異なって平型であり、同機に始まる120フィルムよりも2 cm小さかった。同社は2年後の1914年5月に発売した「No.0ブローニー」に同フィルムを採用し「ヴェスト・ポケット・コダックのフィルム」の範疇を早くも逸脱し始める。
日本でも本規格を採用したカメラが製造された。例えばミノルタの最初の市販カメラは、1929年（昭和4年）4月に発売された4×6.5 cm判フォールディングカメラ「ニフカレッテ」であり、リコーの最初の市販カメラは、1934年（昭和9年）に発売された4×3 cm判の簡易型カメラ「オリンピックA型」であった。コダックはブローニーラインの筐体をベークライト製にしてさらに簡易化、127フィルムを使用するベビーブローニーを同年7月に発売している。
映画用35mmフィルムを写真に流用した写真機「ライカ」が1925年には発売開始していたが、1934年にコダックが装填の際に暗室の要らないパトローネ入りの新規格「135フィルム」として、新型写真機「レチナ」とともに製造販売を開始、さらにフィルムサイズを小型化した。このフィルムは1950年代以降、写真用フィルムのコンシューマ用スタンダードとして、ほかのサイズのロールフィルム、とりわけ127フィルムを駆逐していく。その時代から1960年代にかけて、ドイツや日本では、ローライ、アグフア、ミノルタ、リコー、ヤシカなどの企業が127フィルムを使用するカメラを製造しつづけた。
1995年7月、コダックは83年間にわたって製造販売を続けた127フィルムを製造終了した。
2012年2月現在、クロアチアのフォトケミカ・ノヴァが白黒リバーサルフィルム「エフケR100/127」、ドイツのマコがカラーネガフィルム「ローライナイトバード127」とカラーリバーサルフィルム「ローライクロスバード127」、カナダのブルーファイア・ラボラトリーズがカラーリバーサルフィルム「ブルーファイア・ムラノ160」をそれぞれ製造販売している。

## おもなフィルム製品

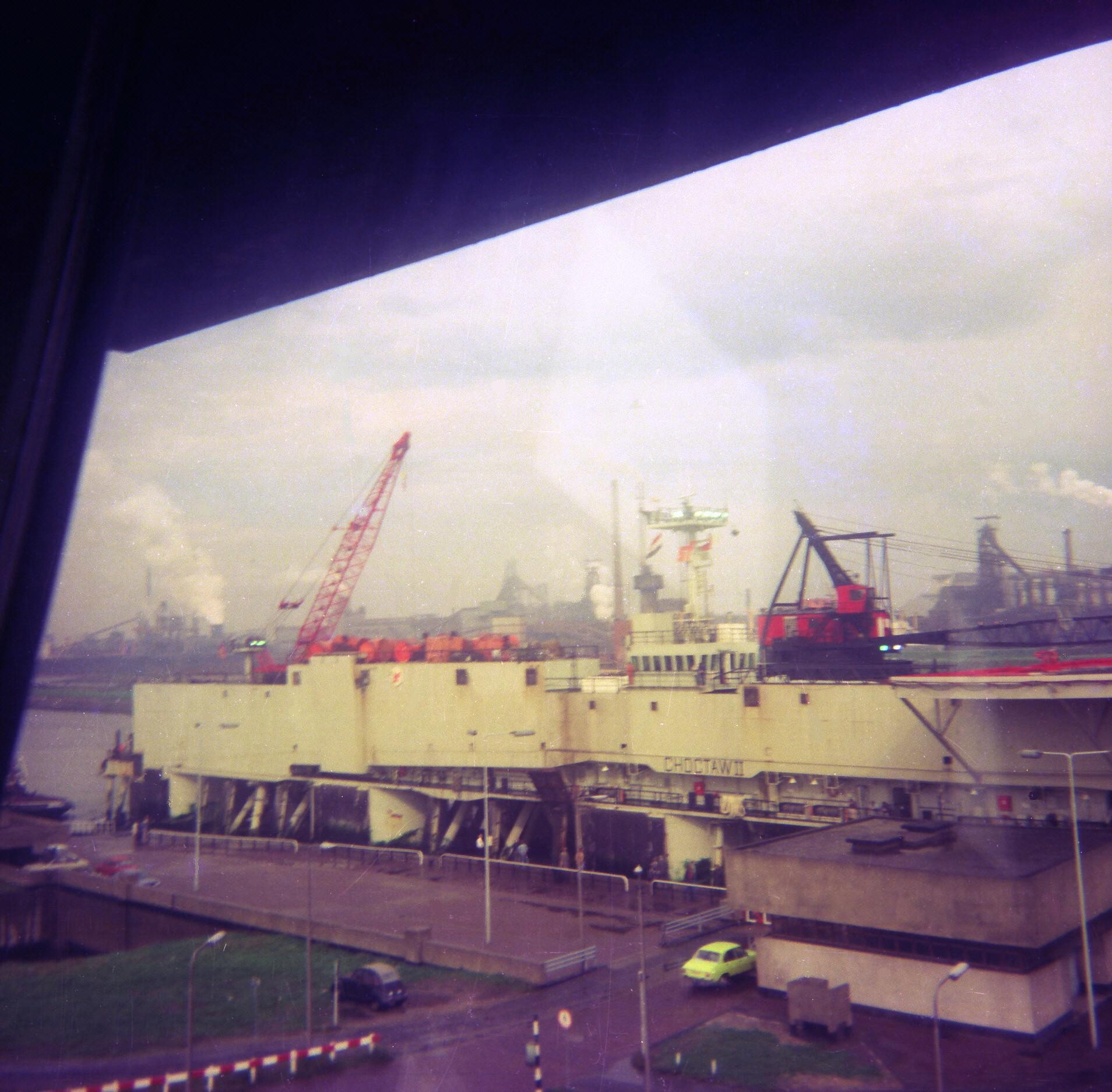
カラーネガ127フィルム、ヨンヨン判写真機で撮影した正方形の写真。

- エフケR100/127 - フォトケミカ・ノヴァ、白黒リバーサルフィルム、ISO100
- エフケIR820/127 - フォトケミカ・ノヴァ、白黒リバーサル赤外線フィルム、ISO100
- ローライナイトバード800/127 - マコ、レッドスケール（英語版）カラーネガフィルム、ISO800
- ローライクロスバード200/127 - マコ、カラーリバーサルフィルム、ISO200
- ローライレトロ80S/127 - マコ（アグフア・ゲバルト）、白黒ネガフィルム、ISO80
- ブルーファイア・ムラノ160 - ブルーファイア・ラボラトリーズ、カラーリバーサルフィルム、ISO160

生産終了
- ヴェリクロームパン/127 - コダック、白黒リバーサルフィルム
- コダクローム/127 - コダック、カラーリバーサルフィルム
- コダカラーX/127 - コダック、カラーネガフィルム
- エクタクローム/127 - コダック、カラーリバーサルフィルム、1995年終了
- イルフォードHP3/127 - イルフォード、白黒ネガフィルム
- マコUP100 - マコ、白黒リバーサルフィルム、ISO100
- マコカラーUCN200 - マコ、カラーネガフィルム、ISO200
- ORWO NP20/127 - ORWO、白黒ネガフィルム、ISO20

## おもな写真機
いずれも1960年代後半までに製造終了している。
アンスコ
アンスコ (アメリカ合衆国の企業)#127フィルム使用カメラ参照。

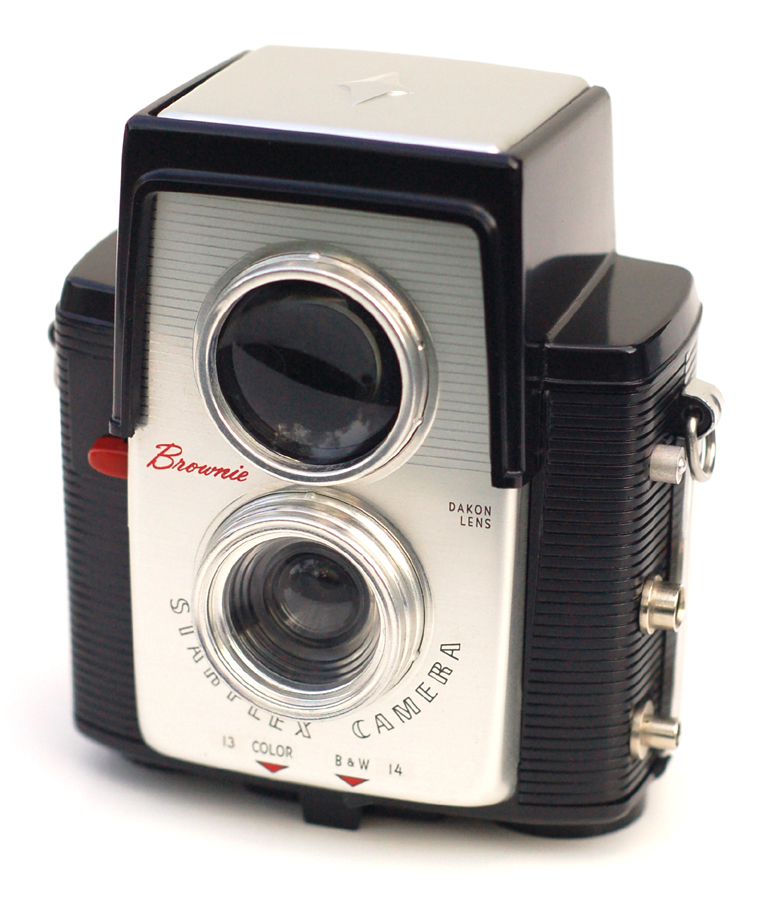
ブローニースターフレックス

コンテッサ・ネッテル
コンテッサ・ネッテル#127フィルム使用カメラ参照。
イハゲー
イハゲー#127フィルム使用カメラ参照。
イルフォード
イルフォード (写真)#127フィルム使用カメラ参照。
カメラ・ウェルクシュテーテン
カメラ・ウェルクシュテーテン・グーテ&トルシュ#127フィルム使用カメラ参照。
コダック
ヴェスト・ポケット・コダック、ブローニー#127フィルム使用カメラ参照。
六櫻社
コニカのカメラ製品一覧#127フィルム使用カメラ参照。
興和
興和のカメラ製品一覧#127フィルム使用カメラ参照。
メントール
メントール・カメラファブリーク・ゴルツ&ブロイトマン#127フィルム使用カメラ参照。
ミノルタ
ミノルタのカメラ製品一覧#127フィルム使用カメラ参照。
丸惣
教材用写真機を製造した企業で、戦前に127フィルムを使用するカメラを製造した記録がある。
- ハモンド（1939年発売）

美篶商会
ミゼット規格のフィルムおよび写真機で知られる美篶商会（1922年創業 - 2004年解散）が、「ミゼット」以前に製造したのは127フィルムを使用する写真機であった。
美篶商会#127フィルム使用カメラ参照。
ナーゲル
ナーゲル (カメラ)#127フィルム使用カメラ参照。
プラウベル
プラウベルのカメラ製品一覧#127フィルム使用カメラ参照。
リコー
リコーのカメラ製品一覧#127フィルム使用カメラ参照。
ローデンストック
- イゼラ（1932年発売） - 4×3 cm判。

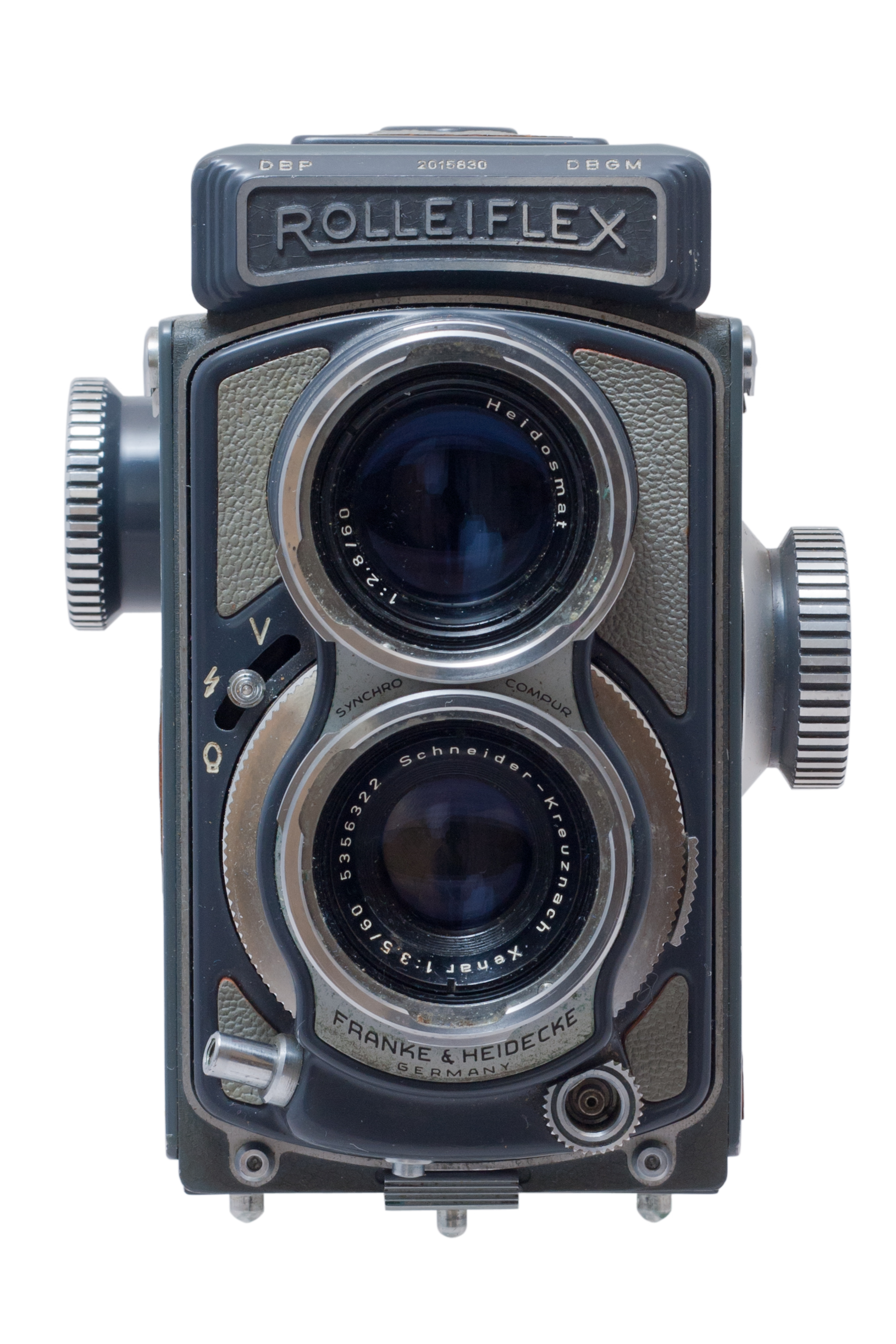
ローライフレックス4×4

ローライ
ローライ#127フィルム使用カメラ参照。
東京光学
「4×5 cm判・10枚撮」の変形サイズ用の写真機シリーズ「ミニヨン」を製造販売。
トプコンのカメラ製品一覧#127フィルム使用カメラ参照。
ウェルタ・カメラヴェルク
ウェルタ・カメラヴェルク#127フィルム使用カメラ参照。
ヤシカ
ヤシカのカメラ製品一覧#127フィルム使用カメラ参照。
ツァイス・イコン
ツァイス・イコン#127フィルム使用カメラ参照。